# Христианство в Тамбовской области
Христианство является самой распространённой религией в Тамбовской области. Среди христиан преобладают православные, которые составляют около 80 % от общей численности населения области.

## История
Первые следы христианства на территории Тамбовской земли относятся к XII—XIII векам. Русские поселенцы, которые расселялись в бассейнах рек Верхний Дон, Воронеж, Матыра, Цна и её притоков Нару — Тамбов, Липовица, Кариан, являлись последователями христианской религии. Об этом свидетельствует архнологические находки предметов христианского быта такие как: фрагмент энколпиона с изображением св. Елена, металлический образок, нательные кресты. При раскопках Никольского городища были найдены христианские захоронения, датированные XIII веком.
Активное распространение христианства на Тамбовской земле началось в XVI веке с освоением её Московским государством. Православные монахи были первопоселенцами, которые осваивали лесную местность в бассейне реки Цны. В 1573 году в лесу на Мамышевой поляне в Шацком уезде старец Матфей основывает Свято-Никольский Чернеев мужского монастырь и просит царя Ивана Грозного наделить обитель землёй и защитить её от татар. Новые монастыри, которые основывались в этих землях, проводили миссионерскую политику и крестили местных язычников, которые являлись мордвинами. Старец Матфе был также известен крещением 20 мордовских семей.
Одним из ярких проповедников христианства являлся живший в XVII веке рязанский архиепископ Мисаил, который распространял веру Христову среди мордвы. В 1656 году Мисаил подвергся мученической смерти в деревне Янбирной.
В середине XVII века Тамбовская земля была покрыта сетью христианских поселений в каждом из которых есть приходской храм.
Процесс христианизации затянулся вплоть до XVIII века.